# Polyomaviróza ptáků
Polyomaviróza je akutní vysoce fatální virové onemocnění pěvců (Passeriformes) a papoušků (Psittaciformes), zejména andulek, způsobované virem z čeledi Papovaviridae. Ptačí polyomavirus byl prokázán jako příčina systémového onemocnění u mladých andulek, které bylo nazváno „nemoc výletků andulek“ (angl. budgerigar fledgling disease, BFD). Obdobný virus byl také prokázán u malých pěvců (Estrildidae) vykazujících vysokou morbiditu i mortalitu a také u členů některých rodů papoušků. Vzhledem k širšímu okruhu hostitelů se proto dnes doporučuje používat termín „polyomaviróza ptáků“.

## Příčiny onemocnění (etiologie)
Původcem onemocnění je termorezistentní, neobalený ptačí polyomavirus (rod Polyomavirus). Průměrná velikost virionu je 42 nm, gradient hustoty v CsCl je 1,34 g/ml. Genom obsahuje dvouvláknovou DNA (4981 bp). Virus je značně rezistentní v prostředí i na dezinfekční prostředky (je ale citlivý na chlor). Mražení a tání viru nemá vliv na jeho infekčnost ani po 5 cyklech. Inkubace viru při 56 °C po 30 min. redukuje titr o 0,6 log 10, po 90 min. o 1 log 10. Replikace v tkáňových kulturách je inhibována 5-ioddeoxyuridinem. 
Ptačí polyomaviry jsou celosvětově rozšířené a mají schopnost infikovat široký okruh hostitelů z řad papoušků a pěvců; liší se tropismem i patogenitou podle druhu vnímavého ptáka. Např. v Evropě jsou u andulek pozorovány častěji chronické formy nemoci, kdežto v USA a Kanadě převažují akutní formy s vysokou mortalitou.
Polyomaviry od různých ptačích a savčích hostitelů jsou morfologicky i antigenně podobné, ale jejich genomy nejsou identické. Zatímco složení genomu polyomavirů izolovaných u papoušků je podobné, existují určité rozdíly mezi genomy virů od papoušků a pěvců. Proto sondy DNA specifické pro detekci papouščích polyomavirů nelze používat i k detekci virů od pěvců. Protilátky proti polyomaviru byly také prokázány ve střední Evropě u klinicky zdravých výkrmových kuřat, která byla současně infikována virem infekční burzitidy (IBDV). Význam imunosupresivního vlivu IBDV v patogenezi polyomavirózy nebyl zatím zjištěn.

## Vznik a šíření nemoci
Epizootologie polyomavirových infekcí není zcela jasná. Nevyřešeny zůstávají zejména faktory ovlivňující indukci i dobu vylučování viru z organismu. Dospělí, asymptomní a perzistentně infikovaní ptáci mohou vylučovat virus trvale i přerušovaně, někdy i za přítomnosti vysokých titrů protilátek. Představují tak trvalý rezervoár infekce v ptačích populacích a někdy i příčinu časných embryonálních úhynů.

### Přenos
Polyomavirus je infikovanými ptáky vylučován trávicím, vylučovacím i reprodukčním traktem. K přenosu dochází horizontálně i vertikálně. Rodiče mohou přenášet virus na potomky při regurgitaci odloupaných epiteliálních buněk z volete rodiče. Virus se také replikuje v epidermálních buňkách péřových folikulů, což vede k přítomnosti viru v „péřovém prachu“. Ten pak může sloužit jako vektor při infekci hostitele přes respirační i gastrointestinální trakt. Přenos infekce vzduchem podporuje izolace viru z plic postižených ptáků. Polyomavirus byl také prokázán v epiteliálních buňkách ledvinových kanálků a ve výtěrech z kloaky ptáků klinicky postižených. 
K přenosu infekce dochází přímo kontaktem s infikovanými jedinci nebo nepřímo přes kontaminované krmivo, vodu, prostředí, osoby, pracovní pomůcky apod.

### Patogeneze
Polyomavirusy obecně způsobují latentní infekci, k jejímuž „probuzení“ dochází působením stresu. Za hlavní faktor v patogenezi polyomavirózy je považován věk ptáků v době infekce. Čím dříve po vylíhnutí dojde k infekci, tím je průběh onemocnění těžší. K perzistujícím, subklinickým infekcím dochází pravděpodobně ještě před vznikem imunokompetence (možná imunologická tolerance).
Virus ptačí polyomavirózy se replikuje in vitro v různých cílových buňkách mnoha ptačích druhů včetně buněk kuřecího embrya. Po infekci dochází k prvotní přítomnosti virů v krvi a infekci mnoha vnitřních orgánů, včetně kůže a vyvíjejícího se peří. Nejvyšší koncentrace viru se nacházejí v mozku. Změny tkání mohou být těžké a jsou přímo úměrné morbiditě a mortalitě. Virus je spojován s imunosupresí, vzhledem k jeho schopnosti ničit nebo inhibovat normální vývoj lymfoidní tkáně. Imunosupresi způsobuje polyomavirus zejména u dospělých ptáků z čeledí Estrildidae nebo Ploceidae. Polyomavirus u savců je přirozeným induktorem nádorů (způsobuje rakovinné bujení), ale u ptáků to zatím nebylo prokázáno.

## Projevy nemoci (symptomatologie)
Inkubační doba není známa. Postižení výletci andulek vykazují vrchol mortality mezi 15.-20. dnem života. U větších papoušků dochází k úhynům v rozmezí mezi 20.-140. dnem, nejčastěji mezi 20.-56. dnem věku. Průběh onemocnění může být perakutní, akutní nebo chronický. Závisí na druhu, věku a tělesné kondici ptáků při infekci.

### U andulek
Infikované andulky mohou náhle uhynout bez předchozích příznaků (neonáti) nebo hynou krátce po vzniku klinických příznaků. Pozoruje se zvětšení břicha, podkožní krváceniny, tremor hlavy a krku, ataxie a redukovaná tvorba prachového a konturového peří. Infekce také může snižovat líhnivost a způsobovat embryonální úhyn. Mortalita se může pohybovat mezi 30-100 %, přičemž nejvyšší je u mláďat do 15. dne věku. Uhynulí ptáci mívají vole i trávicí trakt naplněný potravou. Při pitvě se mohou nacházet hemoragie (krvácení) v kůži, myokardu a střevu, dále ascites, hydroperikard a hepatomegalie.
Přežívající andulky mohou mít symetrické abnormality peří charakterizované dystrofií primárních letek a ocasních per (tzv. francouzské pelichání), ztrátou prachového peří na zádech a břichu a ztrátou vlasových per na hlavě a krku. Vyvíjející se primární a sekundární peří letek se může lámat nebo vypadávat, což může vést k následným ztrátám krve. Ptáci nejsou schopni letu, pohybují se nebo poskakují po podlaze klece (odtud název „běžci“ nebo „skokani“).

### U ostatních papoušků
U větších papoušků může polyomavirová infekce způsobovat perakutní úhyn bez předchozích příznaků nebo akutní úhyn s klinickými příznaky jako jsou deprese, anorexie, ztráta hmotnosti, opožděné vyprazdňování volete, regurgitace, průjem, dehydratace, podkožní krváceniny, dyspnoe a polyurie. Někdy se pozorují abnormality v opeření, poškozená pera mohou silně krvácet. U některých papoušků také byly pozorovány nervové příznaky charakterizované ataxií, tremorem a paralýzou.
Klinické příznaky jsou časté u výletků, kteří typicky uhynou za 12-48 hod po vzniku příznaků. Infekce se vyskytují jak mláďat krmených rodiči, tak i krmených z ruky. Mortalita se může pohybovat mezi 30-40 %. Rekonvalescenti se stávají asymptomními nosiči viru. Infekce dospělých ptáků probíhá většinou subklinicky (nosiči), jen ojediněle s klinickými příznaky. Např. u dospělého kakadua moluckého s nervovými příznaky byla diagnostikována polyomaviróza na základě ultrastrukturální morfologie inkluzí v mozku nebo u 2-2,5 roku starých eklektů, pyrury modročelého a amazónků bělobřichých byly pozorovány podobné příznaky a úhyn jako u výletků papoušků s polyomavirózou. 
Možná je také chronická forma polyomavirózy, která je charakterizována ztrátou hmotnosti, intermitentní anorexií, polyurií, rekurentními bakteriálními nebo plísňovými infekcemi a horší tvorbou peří. Abnormality peří, které jsou relativně časté andulek, jsou u jiných papoušků popisovány méně často. Postižení ptáci mohou mít zvýšenou aktivitu LDH, AST a alkalické fosfatázy; u eklektů byla pozorována hematurie. U rekonvalescentů byly popsány ojedinělé úhyny v důsledku selhání ledvin.

### U malých pěvců
Změny připomínající polyomavirózu a doprovázené akutním úhynem byly popsány u 2-3denních výletků, mladých i dospělých pěvců. Postižení ptáci hynuli za 1-2 dny po výskytu nespecifických klinických příznaků. U přežívajících výletků byl pozorován špatný vývoj peří, dlouhá, protáhlá a deformovaná mandibula. Vylétali o několik dní později než normální mláďata. Polyomavirus byl prokázán imunofluorescencí.

## Diagnostika
Předběžnou diagnózu lze stanovit na základě anamnestických údajů, klinického, patologického a patohistologického vyšetření. Změny peří při polyomaviróze a cirkoviróze papoušků jsou podobné. Zatímco postižené peří u andulek se po několika měsících upraví, při cirkoviróze dystrofické peří přetrvává a progreduje po každém pelichání. Mikroskopický průkaz velkých jasných vnitrojaderných inkluzí v hepatocytech se také využívá pro předběžnou diagnostiku. Inkluze vznikající při obou infekcích se liší – u polyomavirózy jsou velké, jasné intranukleární, kdežto u cirkovirózy jsou bazofilnější a vyskytují se v jádře i cytoplazmě infikovaných buněk. Pro odlišení intranukleárních inkluzí se používá imunohistochemie, hybridizace in situ nebo PCR. Konečná diagnóza je možná pouze na základě průkazu přítomnosti polyomaviru ve tkáních nebo výtěrech.

### Izolace a identifikace
Primární izolace polyomaviru se provádí v buněčných kulturách připravených z embryonálních fibroblastů andulek, po atenuaci je možná i kultivace v kuřecích embryonálních fibroblastech. Pro izolaci viru se odebírají směsné vzorky jater, ledvin, sleziny a srdce od hynoucích nebo čerstvě uhynulých ptáků. Pro detekci virové DNA pomocí PCR se odebírá krev, provádějí se výtěry kloaky nebo stěry z orgánů při pitvě, případně se odebírají vzorky z prostředí (stěry, prach apod.). Pro identifikace polyomaviru jsou nejvhodnější neutralizační test, PCR, hybridizace in situ a imunohistochemické techniky.

### Průkaz protilátek
K průkazu protilátek, případně identifikaci viru, se používá neutralizační test (titry protilátek ≥ 1:20 a vyšší jsou považovány za pozitivní), imunofluorescence a imunodifuze. Zatím neexistují důkazy o existenci různých sérotypů ptačího polyomaviru.

### Diferenciační diagnostika
Abnormality peří při chronické polyomaviróze mohou být zaměněny zejména za cirkovirózu papoušků. Při infekci polyomavirem se ale nepozorují změny na zobáku, navíc ztráta peří u polyomavirózy není tak intenzivní jako u cirkovirózy. Mohou ale existovat i duální infekce oběma viry současně. K diferenciaci původců se používá hybridizace in situ nebo PCR. Malformace peří může být také způsobena špatnou výživou a jinými infekcemi (virové, bakteriální i plísňové). 

## Léčba a prevence
Účinná léčba není známa. U mláďat s krvácením se může aplikovat im. vitamín K (0,2-2,5 mg/kg), což částečně snižuje úmrtnost, ale obecně je prognóza u takto silně postižených ptáků nepříznivá.
Ptačí polyomaviry jsou poměrně odolné na podmínky vnějšího prostředí, na mnoho dezinfekčních prostředků i teplotu 56 °C po 2 hodiny. Stabilita viru je značným problémem zejména ve voliérách, protože perzistentně infikovaní dospělí ptáci mohou vylučovat virus péřovým prachem nebo exkrementy. Kontaminaci prostředí lze zjistit pomocí stěrů a vyšetřením PCR. Preventivně se doporučuje mechanická očista chovných prostorů, stěn, klecí a všech používaných pomůcek a nářadí, a dezinfekce 5% chlornanem sodným.
Vzhledem k vysoké infekčnosti polyomaviru je doporučován oddělený chov zdravých a nemocných, mláďat od dospělých, karanténa a testování nově nakoupených ptáků pomocí PCR, včetně pravidelné kontroly kloakálních výtěrů pomocí PCR u chovaných ptáků. Návštěvy chovů je vhodnější omezit. Vysokou mortalitu výletků andulek postižených polyomavirózou a chovaných ve voliérách je někdy možné omezit přerušením chovného cyklu a ponecháním několik měsíců v klidu, odstraněním všech starších chovných ptáků a dezinfekcí voliér. U větších papoušků není tento postup doporučován.
V USA je přibližně od roku 1995 k dispozici komerčně produkovaná inaktivovaná vakcína aplikovaná před chovnou sezónou. U vakcinovaných ptáků dochází až k 4–násobnému zvýšení protilátek za 2 týdny po druhé vakcinaci. Ve stadiu výzkumu je rekombinantní vakcína.